# (3766) Junepatterson
(3766) Junepatterson es un asteroide que forma parte del cinturón exterior de asteroides y fue descubierto por Edward L. G. Bowell el 16 de enero de 1983 desde la Estación Anderson Mesa, en Flagstaff, Estados Unidos.

## Designación y nombre
Junepatterson se designó inicialmente como 1983 BF.
Más adelante, en 1988, fue nombrado en honor de la astrónoma aficionada estadounidense June C. Patterson (1923-1988).

## Características orbitales
Junepatterson está situado a una distancia media de 3,236 ua del Sol, pudiendo alejarse hasta 3,58 ua y acercarse hasta 2,892 ua. Su inclinación orbital es 1,482 grados y la excentricidad 0,1063. Emplea 2126 días en completar una órbita alrededor del Sol.

## Características físicas
La magnitud absoluta de Junepatterson es 11,9.